# Estrada do Alasca
A Estrada do Alasca (também conhecida como Alaska Highway, Estrada Alasca-Canadense (português brasileiro) ou Canadiana (português europeu), ou Estrada ALCAN) é uma estrada que foi construída durante a Segunda Guerra Mundial com a finalidade de ligar os Estados Unidos continentais ao Alasca através do Canadá. A sua construção iniciou-se com a conexão da rodovia com várias estradas canadenses em Dawson Creek, na Colúmbia Britânica, sendo estendida até Delta Junction no Alasca através de Whitehorse (capital do território canadense de Yukon). A estrada do Alasca foi finalizada em 21 de Novembro de 1942, com um comprimento de aproximadamente 1 700 milhas (2 700 km), e desde de 2012 passou a ter 1 387 milhas (2 232 km), essa redução deve-se à constante reconstrução e manutenção da rodovia, que reconstruiu organizou inúmeros pontos da estrada. A rodovia foi desbloqueada para o público em 1948. A estrada foi considerada por muitas pessoas como lendária ao longo de muitas décadas, principalmente por ser uma obra difícil e desafiadora para a época, todavia hoje a rodovia é pavimentada e bem estruturada em todo o seu comprimento.
A estrada do Alasca é popularmente (mas não oficialmente) considerada parte da rodovia Pan-americana, que se estende para o sul (apesar da sua descontinuidade no Panamá) até a Argentina.